# الأرنب القاتل (فلم)
باني ذا كيلر ثينج (بالإنجليزية: Bunny the Killer Thing) هو فيلم رعب وكوميديا تم انتاجه في فنلندا، صدر سنة 2015 بطولة إني أوجوتكانجاس وروب اولينيوس.

## القصة
مجموعة اصدقاء فنلنديين يتوجهون إلى الغابة لقضاء العطلة لكنهم يصبحون ضحية  لكائن نصفه رجل و النصف الآخر ارنب.

## وصلات خارجية
- باني ذا كيلر ثينج على موقع IMDb (الإنجليزية)
- باني ذا كيلر ثينج على موقع روتن توميتوز (الإنجليزية)
- باني ذا كيلر ثينج على موقع ألو سيني (الفرنسية)
- باني ذا كيلر ثينج على موقع أول موفي (الإنجليزية)
- باني ذا كيلر ثينج على موقع فيلمافينيتي (الإسبانية)
- باني ذا كيلر ثينج على موقع قاعدة بيانات الفيلم (الإنجليزية)
- باني ذا كيلر ثينج على موقع ليتربوكسد (الإنجليزية)
- باني ذا كيلر ثينج على موقع كينوبويسك (الروسية)

باني ذا كيلر ثينج على IMDb
باني ذا كيلر ثينج على Rotten Tomatos